# Новотреповка
Новотреповка (укр. Новотрепівка) — село в Субботцевской сельской общине Кропивницкого района Кировоградской области Украины.
До 2020 года входило в Знаменский район
Население по переписи 2001 года составляло 164 человека. Почтовый индекс — 27440. Телефонный код — 5233. Занимает площадь 0,35 км². Код КОАТУУ — 3522287405.